# Atletiek op de Olympische Zomerspelen 1900 – marathon mannen
De marathon voor mannen op de Olympische Zomerspelen 1900 op het stratenparcours in Parijs vond plaats op zondag 19 juli 1900.

## Parcours
Het parcours volgde de boulevards rond Parijs. Omdat deze ronde maar een afstand had van 33,9 km werden eerst vier ronden op de atletiekpiste gelopen en vervolgens 200 meter naar de boulevard. Op het einde werden nogmaals drie ronden op de piste gelopen.  De wedstrijd ging zo over een afstand van 40,26 km

## Verloop
Ondanks dat het 39 °C was ging de wedstrijd toch van start. De start werd gegeven om 14:30 's middags, op het heetste van de dag. De marathon werd gewonnen door Michel Théato. Men dacht dat Michel Théato bakkerknecht was in Parijs en door de hitte de temperatuur goed kon verdragen. Volgens een andere theorie kende hij de omgeving goed en zou hij deze kennis gebruikt zou hebben om af te snijden. In werkelijkheid was hij meubelmaker. Begin jaren negentig ontdekte de Franse atletiekhistoricus Alain Bouillé, dat de winnaar eigenlijk de Luxemburgse nationaliteit bezat. Hierdoor is hij in feite de eerste olympisch kampioen van dat land.

## Records
| Wereldrecord     | 2:58.50 | Spiridon Louis | GRE | Athene | 10 april 1896 |
| Olympisch record | 2:58.50 | Spiridon Louis | GRE | Athene | 10 april 1896 |

## Uitslag

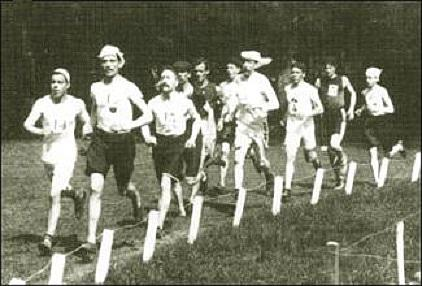
Aan het begin van de wedstrijd

| Rang | Atleet                 | Nat. | Tijd     |
| ---- | ---------------------- | ---- | -------- |
| 1    | Michel Théato          | LUX  | 2:59.45  |
| 2    | Émile Champion         | FRA  | 3:04.17  |
| 3    | Ernst Fast             | SWE  | 3:37.14  |
| 4    | Eugène Besse           | FRA  | 4:00.43  |
| 5    | Arthur Newton          | USA  | 4:04.12  |
| 6-7  | Dick Grant             | CAN  | onbekend |
| 6-7  | Ronald MacDonald       | CAN  | onbekend |
| —    | Georges Touquet-Daunis | FRA  | DNF      |
| —    | Auguste Marchais       | FRA  | DNF      |
| —    | William Saward         | GBR  | DNF      |
| —    | Ion Pool               | GBR  | DNF      |
| —    | Frederick Randall      | GBR  | DNF      |
| —    | Johan Nyström          | SWE  | DNF      |
| —    | W. Taylor              | GBR  | DNF      |

Mannen:
1896 ·
1900 ·
1904 ·
1908 ·
1912 ·
1920 ·
1924 ·
1928 ·
1932 ·
1936 ·
1948 ·
1952 ·
1956 ·
1960 ·
1964 ·
1968 ·
1972 ·
1976 ·
1980 ·
1984 ·
1988 ·
1992 ·
1996 ·
2000 ·
2004 ·
2008 ·
2012 ·
2016

Vrouwen:
1984 ·
1988 ·
1992 ·
1996 ·
2000 ·
2004 ·
2008 ·
2012 ·
2016